# Gold (Amanda Lear)
Gold è l'undicesimo singolo della cantante francese Amanda Lear, pubblicato nel 1978 come quarto estratto dal suo secondo album Sweet Revenge.

## Descrizione
Il brano Gold è stato composto da Charly Ricanek su testo di Amanda Lear ed è stato prodotto dal collaboratore di lunga data della Lear Anthony Monn. È un brano di genere disco music dal ritmo veloce. Il brano fa parte della lunga suite contenuta nell'album Sweet Revenge, che racconta la storia di una ragazza tentata dal Diavolo.
Il singolo è stato pubblicato solamente in un numero molto limitato di paesi ed è stato un successo minore nelle classifiche francesi e belghe. Il retro del disco è costituito dalla cover del noto brano Lili Marleen, pubblicato in seguito come singolo omonimo e all'interno del successivo terzo album della cantante, Never Trust a Pretty Face. Gold inoltre appare anche come lato B dell'edizione giapponese del singolo Enigma (Give a Bit of Mmh to Me).
Nel 1989 il dj ha prodotto un remix Hi-NRG di Gold e del precedente Follow Me. La nuova versione è stata pubblicata in un singolo con due A side, sia in formato vinilico che in CD, ed è stato pubblicizzato in televisione. La versione remixata di Gould è contenuta all'interno di numerose raccolte successive di Amanda Lear.

## Tracce
7" Eurodisc (1978), Francia
1. Gold – 3:45 (testo: Amanda Lear – musica: Charly Ricanek)
2. Lily Marlène – 4:45 (testo: Tommie Connor (inglese), Hans Leip (tedesco), Henri Lemarchand (francese) – musica: Norbert Schultze)

Durata totale: 8:30
7" Ariola (1989), Europa
1. Gold – 3:50 (testo: Amanda Lear – musica: Charly Ricanek)
2. Follow Me – 3:41 (testo: Amanda Lear – musica: Anthony Monn)

Durata totale: 7:31
12" Ariola (1989), Germania
1. Gold (Extended House Mix) – 8:44 (testo: Amanda Lear – musica: Charly Ricanek)
2. Gold (Deep Gold Dub Mix) – 6:08 (testo: Amanda Lear – musica: Charly Ricanek)
3. Follow Me ('89 High Energy Mix) – 6:28 (testo: Amanda Lear – musica: Anthony Monn)

Durata totale: 21:20
CD Ariola (1989), Germania
1. Gold – 3:50 (testo: Amanda Lear – musica: Charly Ricanek)
2. Follow Me – 3:41 (testo: Amanda Lear – musica: Anthony Monn)
3. Gold (Extended House Mix) – 8:44 (testo: Amanda Lear – musica: Charly Ricanek)
4. Follow Me ('89 High Energy Mix) – 3:36 (testo: Amanda Lear – musica: Anthony Monn)

Durata totale: 19:51

## Crediti
- Amanda Lear - voce
- Anthony Monn - produzione

## Classifiche
| Classifica (1978–79) | Posizione |
| -------------------- | --------- |
| Belgio               | 28        |
| Francia              | 37        |

## Cover
- Nel 2006 il cantante spagnolo Pedro Marín ha pubblicato una cover del brano Gold nel suo album tributo ad Amanda Lear Diamonds.
- Sempre nel 2006 il duo Autonervous, composto da Bettina Köster e Jessie Evans, ha pubblicato una cover di Gold all'interno dell'album Autonervous.